# عيون السمك
عيون السمك هي قرية لبنانية من قرى قضاء الضنية في محافظة الشمال.
تبعد عن طرابلس 35كم شرقا باتجاه بلدة حرار و تتميز بالأنهار الجارية والشلالات الجميلة والمناظر الطبيعية توجد بها بحيرة كبيرة على مساحة 50 الف متر.
بحيرة عيون السمك هي بحيرة غنية بالمياه العذبة بين جبال محيطة تصب فيها مياه نبع السكر.و هناك محطة لتوليد الطاقة الكهربائية بالمياه.